# Art Acord
Artemus Ward Acord (17. dubna 1890, Prattsville, USA – 4. ledna 1931, Chihuahua, Mexiko) byl americký herec němého filmu a rodeový šampion.
Art vyrůstal jako kovboj a chtěl se od malička stát hvězdou westernových filmů. Nakonec se však stal hvězdou němých filmů a vyhrával i turnaje v rodeu. Byl ohodnocen několika významnými cenami, avšak začal mít problémy s alkoholem a jeho sláva a sláva jeho filmů uvadala. Zemřel v roce 1931, podle všeho spáchal sebevraždu, někteří přátelé ale tvrdí, že byl zavražděn mexickým politikem. Pohřben je v Glendale.
Za svůj přínos filmu byl vyznamenán hvězdou na Hollywoodském chodníku slávy.